# خط طول 64° غرب
خط طول 64° غرب هو أحد خطوط الطول الجغرافية، والتي تمتد من القطب الشمالي الجغرافي إلى القطب الجنوبي الجغرافي، وحسب التحويل الزمني يتأخر خط طول 64° غرب عن خط غرينتش بـ4 ساعات و16 دقيقة.

## من القطب إلى القطب
ينطلق خط طول 64° غرب من القطب الشمالي نحو القطب الجنوبي مرورا بالمناطق التي ترد في الجدول التالي:
| الإحداثيات                         | البلد أو الإقليم أو البحر | ملاحظات |
| ---------------------------------- | ------------------------- | --- |
| 90°0′N 64°0′W / 90.000°N 64.000°W  | المحيط المتجمد الشمالي    | |
| 83°20′N 64°0′W / 83.333°N 64.000°W | بحر لنكولن                | |
| 82°50′N 64°0′W / 82.833°N 64.000°W | كندا                      | نونافوت — جزيرة إليسمير |
| 81°47′N 64°0′W / 81.783°N 64.000°W | مضيق ناريس                | |
| 81°2′N 64°0′W / 81.033°N 64.000°W  | جرينلاند                  | |
| 76°6′N 64°0′W / 76.100°N 64.000°W  | خليج بافن                 | |
| 70°0′N 64°0′W / 70.000°N 64.000°W  | مضيق دافيس                | |
| 67°34′N 64°0′W / 67.567°N 64.000°W | كندا                      | نونافوت — كيكيكتارجواك و بافن (جزيرة) |
| 65°2′N 64°0′W / 65.033°N 64.000°W  | مضيق دافيس                | |
| 63°41′N 64°0′W / 63.683°N 64.000°W | كندا                      | نونافوت — Lemieux Islands |
| 63°34′N 64°0′W / 63.567°N 64.000°W | مضيق دافيس                | |
| 60°0′N 64°0′W / 60.000°N 64.000°W  | المحيط الأطلسي            | بحر لبرادور |
| 59°46′N 64°0′W / 59.767°N 64.000°W | كندا                      | نيوفاوندلاند واللابرادور — لابرادور كيبك — من 58°50′N 64°0′W / 58.833°N 64.000°W Newfoundland و Labrador — لابرادور, من 58°41′N 64°0′W / 58.683°N 64.000°W Quebec — من 58°31′N 63°0′W / 58.517°N 63.000°W Newfoundland و Labrador — لابرادور, من 58°26′N 64°0′W / 58.433°N 64.000°W Quebec — من 57°49′N 63°0′W / 57.817°N 63.000°W Newfoundland و Labrador — لابرادور, من 56°52′N 64°0′W / 56.867°N 64.000°W Quebec — من 56°35′N 63°0′W / 56.583°N 63.000°W Newfoundland و Labrador — لابرادور, من 56°25′N 64°0′W / 56.417°N 64.000°W Quebec — من 56°16′N 63°0′W / 56.267°N 63.000°W Newfoundland و Labrador — لابرادور, من 56°10′N 64°0′W / 56.167°N 64.000°W Quebec — من 56°4′N 63°0′W / 56.067°N 63.000°W Newfoundland و Labrador — لابرادور, من 34°36′N 64°0′W / 34.600°N 64.000°W Quebec — من 52°44′N 63°0′W / 52.733°N 63.000°W Newfoundland و Labrador — لابرادور, من 52°34′N 64°0′W / 52.567°N 64.000°W Quebec — من 52°22′N 63°0′W / 52.367°N 63.000°W |
| 50°16′N 64°0′W / 50.267°N 64.000°W | خليج سانت لورنس           | Jacques Cartier Strait |
| 49°55′N 64°0′W / 49.917°N 64.000°W | كندا                      | كيبك — جزيرة أنتيكوستي |
| 49°42′N 64°0′W / 49.700°N 64.000°W | خليج سانت لورنس           | |
| 47°3′N 64°0′W / 47.050°N 64.000°W  | كندا                      | جزيرة الأمير إدوارد |
| 46°23′N 64°0′W / 46.383°N 64.000°W | خليج سانت لورنس           | Northumberland Strait |
| 46°11′N 64°0′W / 46.183°N 64.000°W | كندا                      | نيو برونزويك نوفا سكوشا — من 46°0′N 63°0′W / 46.000°N 63.000°W |
| 44°39′N 64°0′W / 44.650°N 64.000°W | المحيط الأطلسي            | |
| 18°30′N 64°0′W / 18.500°N 64.000°W | البحر الكاريبي            | مرورا بغرب Isla Aves — تملكه دومينيكا و فنزويلا (في 15°43′N 63°48′W / 15.717°N 63.800°W) |
| 11°4′N 64°0′W / 11.067°N 64.000°W  | فنزويلا                   | جزيرة مارغريتا و mainland |
| 3°53′N 64°0′W / 3.883°N 64.000°W   | البرازيل                  | رورايما |
| 2°29′N 64°0′W / 2.483°N 64.000°W   | فنزويلا                   | |
| 1°58′N 64°0′W / 1.967°N 64.000°W   | البرازيل                  | الأمازون (ولاية) روندونيا — من 8°41′S 63°0′W / 8.683°S 63.000°W |
| 12°32′S 64°0′W / 12.533°S 64.000°W | بوليفيا                   | |
| 22°9′S 64°0′W / 22.150°S 64.000°W  | الأرجنتين                 | |
| 41°4′S 64°0′W / 41.067°S 64.000°W  | المحيط الأطلسي            | خليج سن متياس [لغات أخرى]‏ |
| 42°8′S 64°0′W / 42.133°S 64.000°W  | الأرجنتين                 | شبه جزيرة فالديه |
| 42°52′S 64°0′W / 42.867°S 64.000°W | المحيط الأطلسي            | |
| 54°43′S 64°0′W / 54.717°S 64.000°W | الأرجنتين                 | جزيرة الدول |
| 54°46′S 64°0′W / 54.767°S 64.000°W | المحيط الأطلسي            | |
| 60°0′S 64°0′W / 60.000°S 64.000°W  | المحيط الجنوبي            | |
| 64°31′S 64°0′W / 64.517°S 64.000°W | القارة القطبية الجنوبية   | جزيرة أنفيرس — المطالب الإقليمية بالقارة القطبية الجنوبية by الأرجنتين, تشيلي و المملكة المتحدة |
| 64°45′S 64°0′W / 64.750°S 64.000°W | المحيط الجنوبي            | |
| 65°4′S 64°0′W / 65.067°S 64.000°W  | القارة القطبية الجنوبية   | المطالب الإقليمية بالقارة القطبية الجنوبية by الأرجنتين, تشيلي و المملكة المتحدة |